# Religiose francescane missionarie dell'Immacolata Concezione
Le Religiose Francescane Missionarie dell'Immacolata Concezione (in spagnolo Religiosas Franciscanas Misioneras de la Inmaculada Concepción; sigla F.M.I.C.) sono un istituto religioso femminile di diritto pontificio.

## Storia

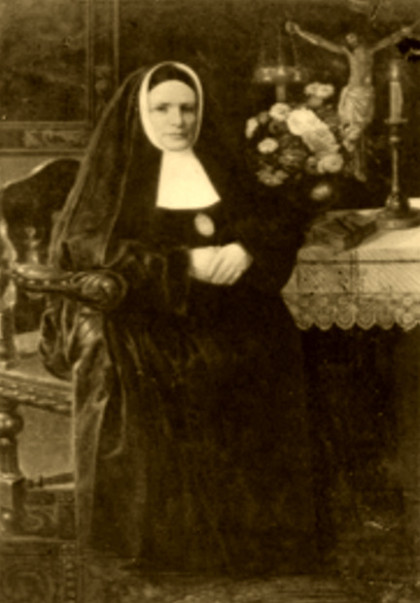
María Ana Ravell y Barrera, fondatrice della congregazione

La congregazione fu fondata il 30 ottobre 1859 a La Garriga da María Ana Ravell y Barrera. Già nel 1856 la fondatrice e tre sue compagne (Dolores Roca, María Parcerisas e Margarita Candelich) si erano impegnate in un'opera al servizio dell'educazione della gioventù ricevendo l'abito religioso dal minore osservante Raimondo Boldú.
La prima filiale all'estero fu aperta nel 1883 a Tangeri.
L'istituto ricevette il pontificio decreto di lode il 24 luglio 1900 e le sue costituzioni furono approvate dalla Santa Sede il 17 luglio 1906; la congregazione è aggregata all'ordine dei frati  minori dal 2 gennaio 1907.

## Attività e diffusione
Le suore si dedicano all'educazione della gioventù e alla cura dei malati.
Oltre che in Spagna, sono presenti in Argentina, Marocco e Perù; la sede generalizia è a Barcellona.
Alla fine del 2015 l'istituto contava 114 religiose in 23 case.